# Smithton (Tasmanien)

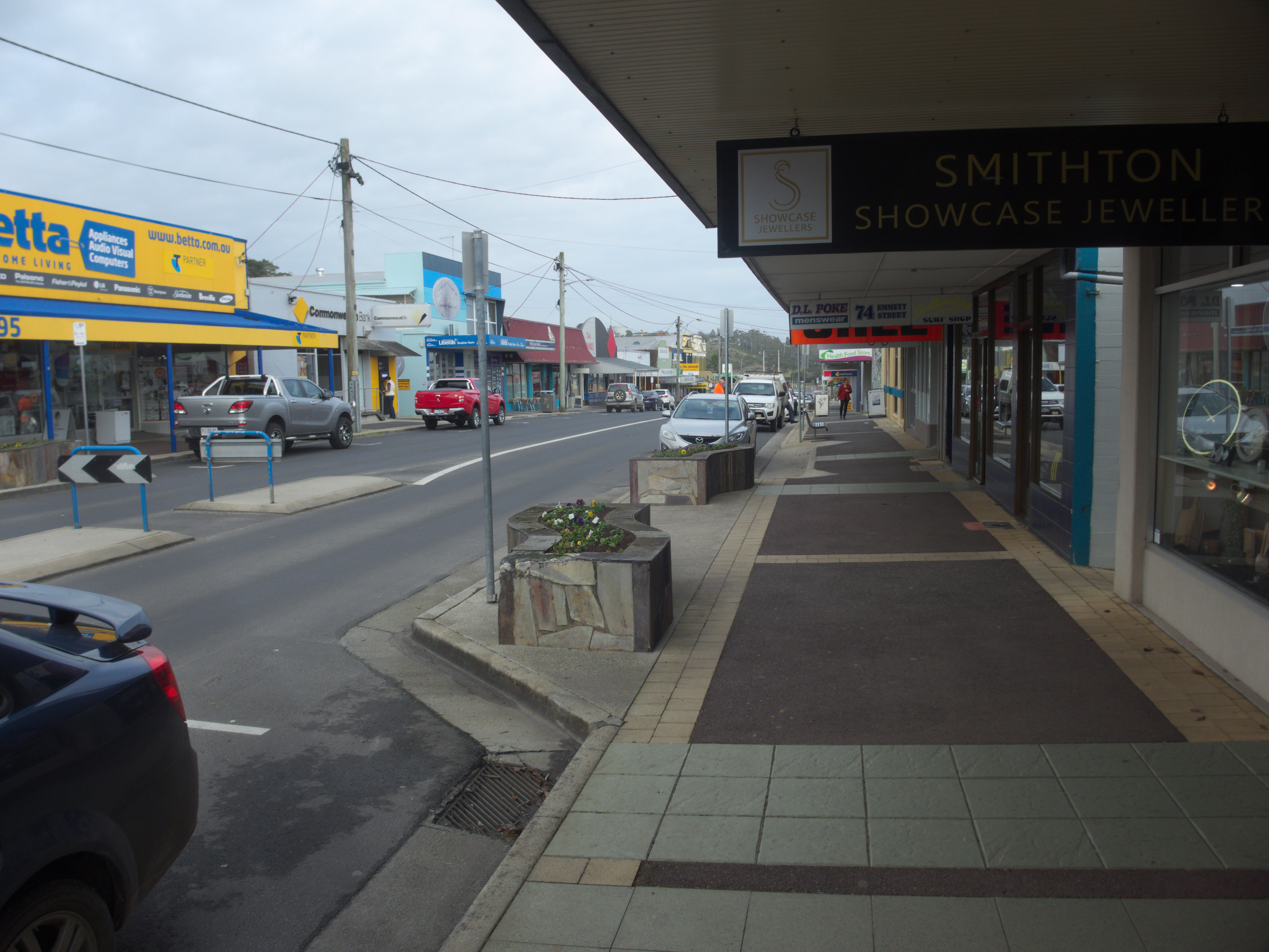
Die Emmett Street in Smithton (2019)

Smithton ist eine Stadt mit 3.275 Einwohnern an der Nordwestküste der Insel Tasmanien, einem Bundesstaat von Australien, die 86 Kilometer von Burnie und 53 Kilometer von Devonport entfernt ist.

## Geschichte
Das Gebiet von Smithton wurde von Europäern erstmals durch George Bass und Matthew Flinders erkundet, als sie mit dem Schiff im Jahre 1793 die Meerenge Bass-Straße zwischen Australien und Tasmanien befuhren. Der Ort wurde um 1850 gegründet und entwickelte sich durch das Abholzen der Wälder, deren Holz im damaligen Goldrausch auf dem australischen Kontinent in Victoria zum Bergbau benötigt wurden.

## Beschreibung
Smithton liegt in einer Region, die durch die Landwirtschaft geprägt wird und dennoch landschaftliche Schönheit durch den Wald, den Black Forest, aufweist. Dieser Wald ist die Voraussetzung für eine florierende Holz- und Forstwirtschaft von Smithton. Bedeutend für den Ort ist die Landwirtschaft durch Rinder- und Milchviehhaltung, wobei die Fleischwirtschaft überregionale Bedeutung hat und einzelne Betriebe Fleischprodukte von exzellenter Qualität bis nach Japan liefern. In Smithton befindet sich der Hauptsitz der Van Diemen’s Land Company, der größten australischen Milchfarm. Das Klima des Ortes ist gemäßigt und vor allem von der angrenzenden See geprägt und begünstigt dadurch den Gemüseanbau. Für Smithton hat auch die Fischwirtschaft sowie der Tourismus große Bedeutung. Im Ort befindet sich ein Hafen.
Für Freizeitaktivitäten und Tourismus bietet sich Surfen oder Angeln und Bootfahren vor der Küste oder auf dem Duck River an. Im Blackwood (Schwarzer Wald) kann gewandert und die tasmanische Tier- und Pflanzenwelt erfahren werden. Smithton bietet Unterbringungsmöglichkeiten für Touristen in Hotels und Motels an, des Weiteren gibt es Gaststätten und Pubs. 2 ½ Kilometer vom Ort entfernt befindet sich ein regionaler Flughafen.
Im Ort befinden sich eine staatliche und christliche Schule und ein Kindergarten.
Erreicht werden kann Smithton vom Flughafen von Burnie in Wynyard in etwa 50 Minuten mit dem Auto auf dem Bass Highway.

## Klima
|                       | Jan  | Feb  | Mär  | Apr  | Mai  | Jun  | Jul  | Aug  | Sep  | Okt  | Nov  | Dez  |   |      |
| Mittl. Tagesmax. (°C) | 21,5 | 21,9 | 20,3 | 17,7 | 15,5 | 13,7 | 13,1 | 13,7 | 14,7 | 16,2 | 18,4 | 19,4 | ⌀ | 17,2 |
| Mittl. Tagesmin. (°C) | 11,1 | 11,7 | 9,4  | 7,7  | 6,2  | 4,9  | 4,5  | 5,4  | 6,2  | 6,9  | 8,7  | 9,6  | ⌀ | 7,7  |

| 11,1 |

| 11,7 |

| 9,4 |

| 7,7 |

| 6,2 |

| 4,9 |

| 4,5 |

| 5,4 |

| 6,2 |

| 6,9 |

| 8,7 |

| 9,6 |

| 11,1 |

| 11,7 |

| 9,4 |

| 7,7 |

| 6,2 |

| 4,9 |

| 4,5 |

| 5,4 |

| 6,2 |

| 6,9 |

| 8,7 |

| 9,6 |

## Persönlichkeiten
- Ronald Murray (* 1937), Radrennfahrer
- Hannah Gadsby (* 1978), Komikerin und LGBTQ-Aktivistin